# Ba Ba Ti Ki Di Do
Ba Ba Ti Ki Di Do — мини-альбом исландской группы Sigur Rós, выпущенный в 2004 году на лейбле Geffen Records.

## Об альбоме
Ba Ba Ti Ki Di Do состоит из композиций, написанных группой для танцевальной постановки Мерса Каннингема Split Sides, в которой также участвовали Radiohead.
Название альбома воспроизводит единственные слова, повторяемые на протяжении всей записи. Голос, произносящий их, принадлежит Мерсу Каннингему.
Radiohead написали музыку ко второй половине Split Sides, но так и не выпустили её в свет.
Если сыграть все треки альбома одновременно, они синхронизируются и образуют новую песню.

## Стиль, отзывы критиков
Доминик Леоне с сайта Pitchfork Media поставил альбому пять с половиной баллов из десяти. По словам критика, использование в композициях музыкальной шкатулки любопытно, но уже не ново; «музыка формирующихся кристаллов», неторопливая и лишённая резких переходов, в сочетании с электронными и эмбиентными мотивами способна привлечь внимание слушателя, однако в ней всё же нет той силы, которая заставляла бы возвращаться к ней вновь и вновь.

## Список композиций
1. «Ba Ba» — 6:12
2. «Ti Ki» — 8:49
3. «Di Do» — 5:42